# Salto em grandes alturas no Campeonato Mundial de Esportes Aquáticos de 2024 - Feminino

A prova feminina do salto em grandes alturas no Campeonato Mundial de Esportes Aquáticos de 2024 foi realizada nos dias 13 e 14 de fevereiro de 2024 em Doha, no Catar.

## Cronograma
Todos os horários estão na hora local (UTC+3).
| Data            | Hora  | Evento     |
| --------------- | ----- | ---------- |
| 13 de fevereiro | 11:02 | Rodada 1-2 |
| 14 de fevereiro | 11:02 | Rodada 3   |
| 14 de fevereiro | 11:41 | Rodada 4   |

## Medalhistas
| Ouro                         | Prata                  | Bronze                    |
| Rhiannan Iffland · Austrália | Molly Carlson · Canadá | Jessica Macaulay · Canadá |

## Resultados
As duas primeiras rodadas começaram em 13 de fevereiro às 11:02. A terceira rodada fora realizada no dia 14 de fevereiro às 11:02 e a última rodada às 11:41
| Pos.              | Saltadora            | Nacionalidade  | Rodada 1 | Rodada 2 | Rodada 3 | Rodada 4 | Total  |
| ----------------- | -------------------- | -------------- | -------- | -------- | -------- | -------- | ------ |
| Medalha de ouro   | Rhiannan Iffland     | Austrália      | 59.80    | 94.60    | 85.00    | 102.60   | 342.00 |
| Medalha de prata  | Molly Carlson        | Canadá         | 66.30    | 102.60   | 74.80    | 77.00    | 320.70 |
| Medalha de bronze | Jessica Macaulay     | Canadá         | 61.10    | 79.95    | 83.30    | 96.00    | 320.35 |
| 4                 | Kaylea Arnett        | Estados Unidos | 46.80    | 90.00    | 83.30    | 79.95    | 300.05 |
| 5                 | Xantheia Pennisi     | Austrália      | 63.70    | 66.65    | 81.60    | 80.00    | 291.95 |
| 6                 | Anna Bader           | Alemanha       | 62.40    | 66.30    | 65.10    | 98.00    | 291.80 |
| 7                 | Simone Leathead      | Canadá         | 46.80    | 85.50    | 71.40    | 76.00    | 279.70 |
| 8                 | Elisa Cosetti        | Itália         | 61.10    | 74.10    | 61.20    | 76.50    | 272.90 |
| 9                 | Eleanor Smart        | Estados Unidos | 55.90    | 84.00    | 56.10    | 64.60    | 260.60 |
| 10                | María Paula Quintero | Colômbia       | 50.70    | 65.60    | 64.60    | 77.90    | 258.80 |
| 11                | Morgane Herculano    | Suíça          | 62.40    | 64.60    | 61.20    | 69.70    | 257.90 |
| 12                | Genevieve Sangpan    | Estados Unidos | 44.20    | 79.80    | 76.50    | 49.95    | 250.45 |
| 13                | Ginni van Katwijk    | Países Baixos  | 37.70    | 68.40    | 55.80    | 62.90    | 224.80 |
| 14                | Madeleine Bayon      | França         | 45.50    | 57.60    | 44.95    | 60.80    | 208.85 |
| 15                | Maike Halbisch       | Alemanha       | 45.50    | 54.45    | 42.00    | 54.40    | 196.35 |
| 16                | Annika Bornebusch    | Dinamarca      | 39.00    | 52.80    | 43.50    | 23.10    | 158.40 |
| –                 | Iris Schmidbauer     | Alemanha       | 46.80    | 46.20    | DNS      | DNS      | DNS    |
| –                 | Patricia Valente     | Brasil         | 45.50    | 57.00    | DNS      | DNS      | DNS    |
| –                 | Emily Chinnock       | Austrália      | 52.00    | 77.90    | DNS      | DNS      | DNS    |